# Station Roisel
Station Roisel was een spoorwegstation in de Franse gemeente Roisel aan de gesloten spoorlijn Saint-Just-en-Chaussée - Douai. Het station is 1 april 1970 gesloten voor het spoorwegreizigersverkeer, maar er komt nog twee keer per dag een vrij hopeloze streekverkeersbus langs.  